# Ctenoplectra yoshikawai
Ctenoplectra yoshikawai är en biart som beskrevs av Hirashima 1962. Ctenoplectra yoshikawai ingår i släktet Ctenoplectra och familjen långtungebin. Inga underarter finns listade i Catalogue of Life.